# Carta regia

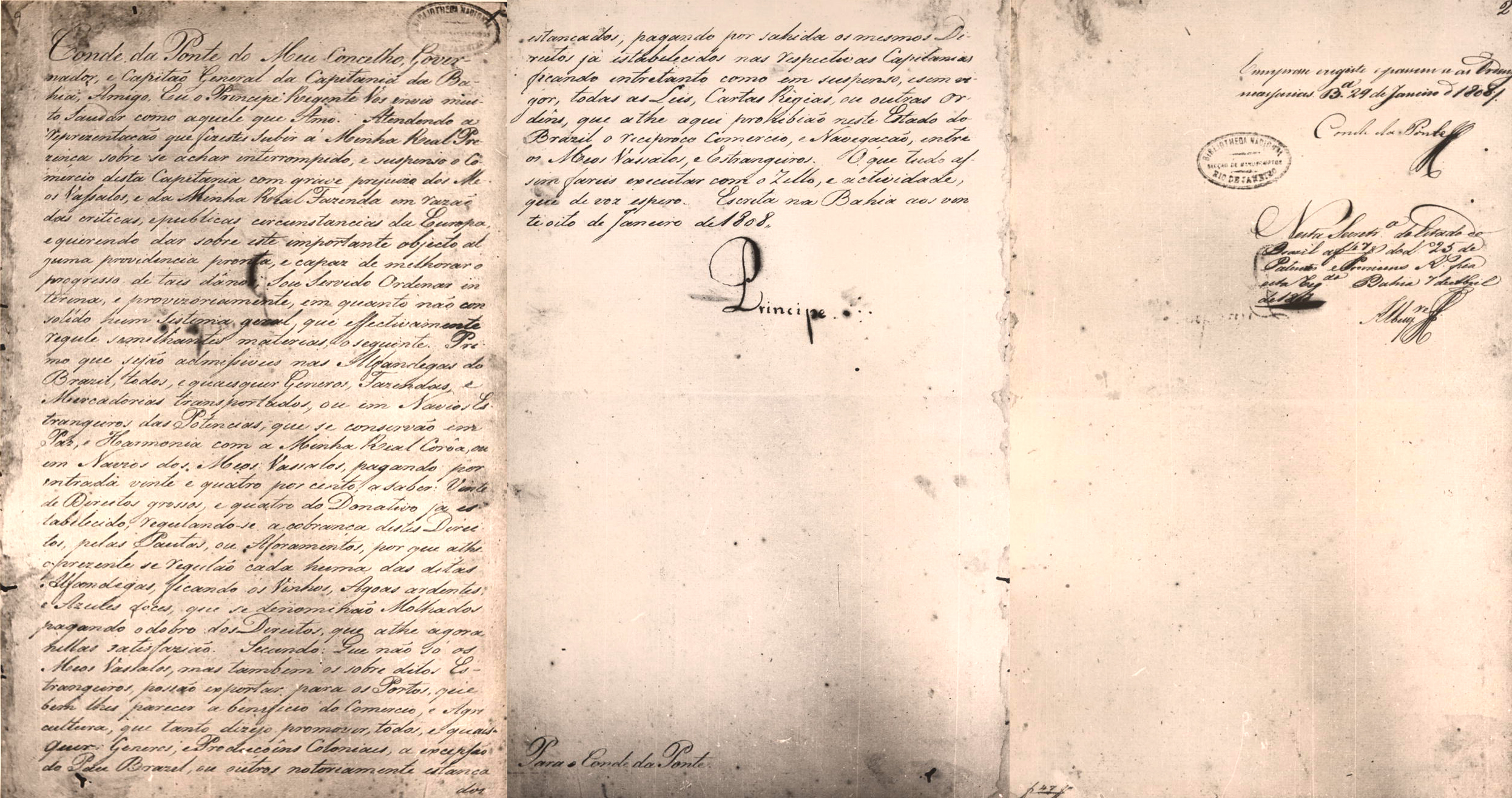
Original del Decreto sobre Apertura de Puertos a Naciones Amigas, carta regia de 28 de enero de 1808.

La carta regia es un documento oficial firmado por un monarca de la Corona portuguesa que se dirige a una autoridad sin pasar por la cancillería, generalmente conteniendo determinaciones generales y permanentes, es decir, es un documento diplomático, con dispositivo normativo y descendente. Orden real, dirigida a una determinada autoridad o persona e iniciada por su nombre. Está emitida inmediatamente por el soberano y firmado por él como rey (reina o príncipe regente, en su caso).
En Portugal existen varios documentos, uno de los cuales es la carta regia del 22 de agosto de 1422 de Juan I que cambia el calendario utilizado hasta entonces como sistema de datación documental, la era hispánica, por la era de Cristo; o la carta regia de 21 de mayo de 1466 estableciendo que sólo el rey de armas de Portugal puede establecer el ordenamiento del uso de escudos de armas dentro de la heráldica portuguesa.
En la historia de Brasil podemos citar, como ejemplos, la Carta Regia de 1701, la Carta Regia de 1785, y el Decreto de Apertura de Puertos a Naciones Amigas, del 28 de enero de 1808.

## Galería
- Carta regia donde el Príncipe Regente Don Juan presenta al Padre Mateo Gonçalves de Andrade como canónigo de eso Catedral de São Paulo
- Carta regia a Luis Antonio de Sousa Botelho Mourão, Gobernador de la Capitanía de São Paulo
- Carta real de confirmación sesmaría concedida a Martim Melo de Taques por Juan VI